# Ekang
Ekang est un village du Cameroun, situé dans l'arrondissement (commune) de Lembe-Yezoum, le département de la Haute-Sanaga et la région du Centre.

## Population
En 1963, Ekang comptait 125 habitants, principalement des Yezoum. Lors du recensement de 2005, on y a dénombré 163 personnes.